# Natalie Hall
Natalie Hall (Vancouver, 25 gennaio 1990) è un'attrice canadese.

## Biografia
Attiva fin dall'adolescenza in ruoli minori sul piccolo e grande schermo, nonché in ruoli di primo piano a teatro, Hall ottiene per la prima volta notorietà a partire dal 2009 grazie al ruolo di Colby Chandler nella soap opera La valle dei pini, che mantiene fino alla cancellazione della trasmissione. Concluso l'impegno nella soap opera, Hall ottiene un ruolo da protagonista nel film televisivo Quando l'amore sboccia a Natale e ottiene ruoli ricorrenti in serie televisive di successo come Pretty Little Liars e Star-Crossed.
Nel 2012 è protagonista di un altro film TV, Sette anni per innamorarsi. Ottiene successivamente ruoli di rilievo nella serie televisiva True Blood e nel film The Curse of Sleeping Beauty. Nel 2017 recita nel musical Off-Broadway Cruel Intention, tratto dall'omonimo film. Nel 2018 entra a far parte del cast della serie TV Unreal. Nel 2019 prende parte alla serie TV Streghe, reboot della serie omonima degli anni '90-2000, in un ruolo ricorrente. Nel 2020 ottiene un ruolo da protagonista nel film Netflix Mezzanotte al Magnolia.

## Filmografia

### Cinema
- Stelle emergenti, regia di Daniel Millican (2010)
- Plus One, regia di Dennis Iliadis (2013)
- The ADK, regia di Shoja Azari (2015)
- #Lucky Number, regia di Brendan G. Murphy (2015)
- The Curse of Sleeping Beauty, regia di Pearry Teo (2016)
- Summer of 8, regia di Ryan Schwartz (2016)
- Loserville, regia di Lovell Holder (2016)
- The Boy Downstairs, regia di Sophie Brooks (2017)
- Fire Squad - Incubo di fuoco, regia di Joseph Kosinski (2017)
- Principessa in incognito, regia di Allan Harmon (2019)
- Mezzanotte al Magnolia, regia di Max McGuire (2020)

### Televisione
- Law & Order - Unità speciale – Serie TV, 1 episodio (2008)
- The Good Wife – Serie TV, 1 episodio (2008)
- La valle dei pini – Soap opera, 179 episodi (2009-2011)
- Quando l'amore sboccia a Natale – Film TV, regia di David S. Cass Sr. (2011)
- Pretty Little Liars – Serie TV, 5 episodi (2011-2012)
- Sette anni per innamorarsi – Film TV, regia di Bradford May (2012)
- CSI - Scena del crimine – Serie TV, 1 episodio (2013)
- Drop Dead Diva – Serie TV, 3 episodi (2013)
- Star-Crossed  – Serie TV, 11 episodi (2014)
- Royal Pains – Serie TV, 2 episodi (2014)
- True Blood – Serie TV, 3 episodi (2014)
- Red Blooded – Serie TV, 1 episodio (2017)
- Shades of Blue – Serie TV, 3 episodi (2017)
- NCIS: New Orleans – Serie TV, 1 episodio (2018)
- UnReal – Serie TV, 8 episodi (2018)
- Streghe – Serie TV, 11 episodi (2018-2019)
- Jett - Professione ladra – Serie TV, 2 episodi (2019)
- Into the Dark – Serie TV, 1 episodio (2019)
- Amore no profit – Film TV, regia di Annie Bradley (2020)
- You're Bacon Me Crazy – Film TV, regia di Allan Harmon (2020)
- Il Natale di Aubrey – Film TV, regia di Jake Helgren (2020)
- Un principe su misura – Film TV, regia di Marita Grabiak (2021)
- Killer dal sangue blu (Stalked by a Prince) – Film TV, regia di Maxwell McGuire (2022)
- Road Trip Romance  – Film TV, regia di Samantha Wan (2022)
- Un pappagallo tra le nuvole (Fly Away with Me) – Film TV, regia di Marita Grabiak (2022)
- Noel Next Door – Film TV, regia di Max McGuire (2022)

## Doppiatrici italiane
Nelle versioni in italiano delle opere in cui ha recitato, Natalie Hall è stata doppiata da:
- Veronica Puccio in Drop Dead Diva, Fire Squad - Incubo di fuoco, Un pappagallo tra le nuvole
- Myriam Catania in Pretty Little Liars
- Federica De Bortoli in NCIS: New Orleans
- Elena Mancuso in Mezzanotte al Magnolia
- Lavinia Paladino in Amore no profit
- Letizia Ciampa in Streghe